# Jezioro Wielkie (rejon głębocki)
Jezioro Wielkie (biał. возера Вялікае, woziera Wialikaje) – jezioro na Białorusi, w obwodzie witebskim, w rejonie głębockim, w dorzeczu rzeki Bereźwicy, w północno-zachodniej części Głębokiego.

## Opis
Powierzchnia jeziora wynosi 0,89 km², długość 2,15 km, największa szerokość 0,73 km, długość linii brzegowej wynosi około 5,5 km, największa głębokość wynosi 5,7 m, średnia 3,4 m. Powierzchnia zlewni wynosi 40,1 km².
Niecka jeziora składa się z dwóch basenów. Zbocza mają wysokość 3-10 m, zbocza wschodnie do 18 m. Brzegi są niskie, miejscami podmokłe. Woda jest płytka i piaszczysta. Najgłębsza część dna pokryta jest sapropelem. W północnej części jeziora znajduje się wyspa o powierzchni około 0,7 ha. Jezioro bardzo się zarasta. Wpada do niego 5 strumieni. Na południu wpływa skanalizowany potok z jeziora Kahalnego, na północy skanalizowany potok wypływa do jeziora Podłużnego.
W jeziorze występują leszcz, szczupak, leszcz, płoć, karaś, okoń, lin i inne gatunki ryb.

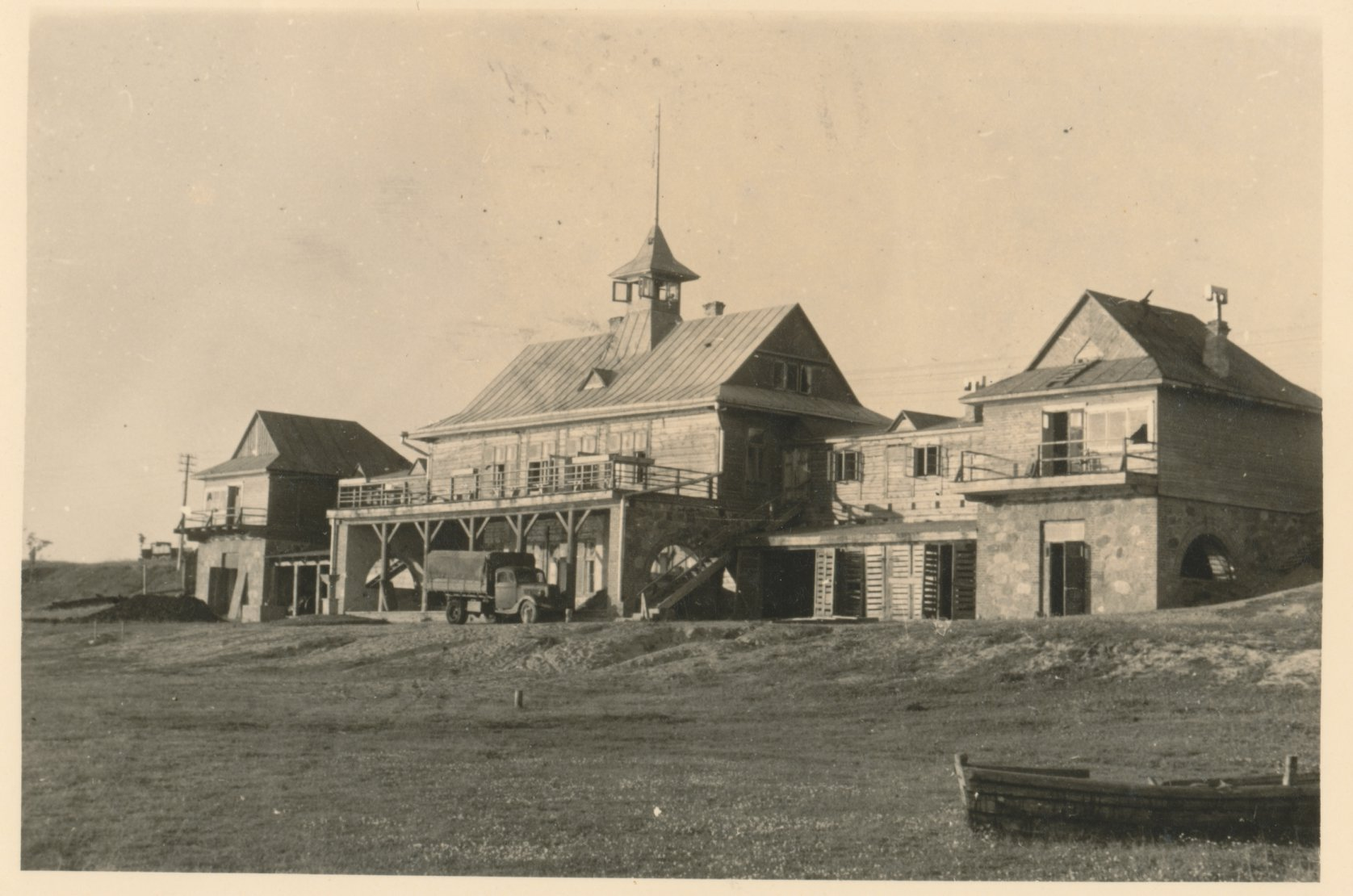
Przystań nad jeziorem